# Ernst Hainauer
Ernst Hainauer (geboren  2. Januar 1907 in Breslau, Provinz Schlesien; gestorben 1970 in London) war ein deutscher Musikverleger, der vor den Nationalsozialisten ins Vereinigte Königreich emigrierte.

## Leben
Ernst Julius Hainauer stammte aus einer seit 1802 in Breslau ansässigen Buchhändlerfamilie. Sein Großvater Julius Hainauer (1827–1897) gründete den Musikalienverlag Julius Hainauer, nach ihm leitete sein Vater Ismer Hainauer (1863–1929) den Verlag. Ernst Hainauer machte eine Lehre beim Leipziger Musikverlag Benjamin und übernahm 1929 das auf Salonmusik  spezialisierte Familienunternehmen. Der Verlag publizierte daneben auch Kompositionen von  Thekla Bądarzewska-Baranowska, Antonín Dvořák, Józef Hofmann, Jenő Hubay, Adolf Jensen, Theodor Kirchner, Edward MacDowell, Moritz Moszkowski, Eduard Poldini und andere. Hainauer heiratete Alice Spanier.
Nach der Machtübergabe an die Nationalsozialisten 1933 „verkaufte“ Ernst Hainauer die dem Verlag angegliederte Buch- und Musikalienhandlung Hainauer an Walter Mattern. Sein Musikverlag wurde 1934 als „nichtarische“ Firma aus dem Adreßbuch des Deutschen Buchhandels entfernt, wodurch sie vom Markt abgeschnitten wurde.
Hainauer ging ins Exil nach Großbritannien, 1939 wurde ihm die deutsche Staatsbürgerschaft aberkannt. In London gründete er 1936 die Firma Hainauer Ltd. Er verwertete die international noch realisierbaren Rechte seines Verlags ohne neue zu erwerben und betrieb einen Bibliothekenservice. Zeitweise arbeitete er auch für den Musikverlag „Richard Schauer Music Publishers“. Nach seinem Tod wurde Hainauer Ltd. von seiner Frau Alice Hainauer weitergeführt.